# Mistral (S-73)
El Mistral (S-73) es un submarino convencional de la Armada Española, perteneciente a la clase Galerna. Su nombre lo toma del viento denominado "Mistral". Fue inmovilizado el 10 de junio de 2020 y dado de baja en el LOBA (Lista Oficial de Buques de la Armada) el 27 de febrero de 2021.

## El buque
Partiendo de la modernización que llevaba consigo la segunda gran carena de los submarinos tipo 'Daphné' (aproximadamente diez años de vida), la Dirección Technique des Constructions Navales francesa proyectó un nuevo tipo de submarino convencional, oceánico. En el programa naval quinquenal de 1970-1975 se incluyeron cuatro unidades que más tarde recibieron los nombres Agosta, Bévéziers, La Praya y Ouessant.
En 1971 se nombró una comisión para que estudiase el tipo de submarino que más convenía a la Armada española, pues hay que recordar que en aquellos tiempos se contemplaba la posibilidad de la construcción de un quinto y un sexto Daphné.    
Dicha comisión se puso a trabajar inmediatamente y analizó los proyectos disponibles o más accesibles en aquellos momentos. Se reducían solamente a dos, el francés antes mencionado y el alemán tipo '209', del que desde 1968 se habían construido un gran número de unidades; su aceptación en las distintas Marinas fue muy importante. Debido al cambio de tecnología y someter al Arma Submarina al empleo de dos tipos de submarinos totalmente diferentes, con todos los problemas logísticos y de adiestramiento que ello supondría, la recomendación de la comisión naval se inclinó por el modelo 'Agosta'.

## Historia
Se inició su construcción el 30 de mayo de 1980 en el astillero Bazán (actual Navantia) de Cartagena, donde fue botado el 14 de noviembre de 1983 en presencia del presidente del gobierno Felipe González, del ministro de defensa Narcis Serra y del Almirante Jefe de Estado Mayor de la Armada Saturnino Suanzes de la Hidalga, y amadrinado por la esposa del presidente, Carmen Romero.
En 2006, se vio obligado a regresar a puerto tras sufrir un pequeño incendio en la cámara de máquinas.
Entre septiembre y noviembre de 2010 participó en la operación Active Endevour de la OTAN en aguas del Mediterráneo oriental.

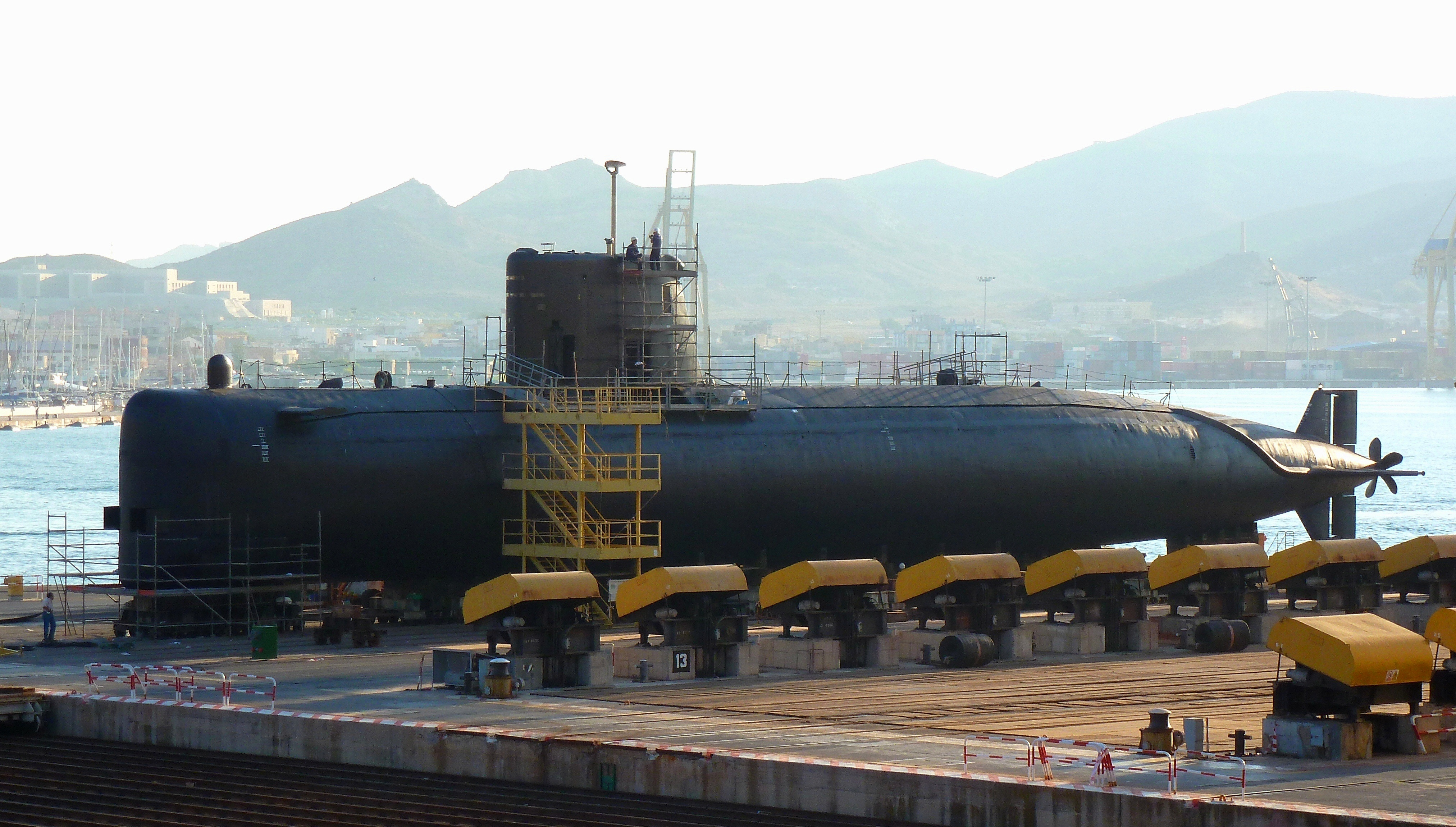
El submarino durante su gran carena iniciada en 2011.

Participó en la operación internacional en Libia, donde relevó a su gemelo Tramontana. Partió de su base el 26 de abril de 2011, a donde regresó el 30 de junio de 2011.
Entre el 4 y 8 de julio de 2011, los submarinos Galerna, Mistral y Tramontana, participaron en el ejercicio MARSUB-1 en aguas del Mediterráneo.
En octubre de 2011 fue inmovilizado para proceder a la realización de una gran carena, con un coste total de 30 millones de euros en la que se desmontará totalmente el buque para revisar su estado y substituir los equipos que estén anticuados. En abril de 2013, el submarino fue puesto de nuevo a flote con el 80 % de los trabajos de la gran carena concluidos. El 4 de julio, comenzó su fase de pruebas de mar y durante la tercera semana de febrero de 2014 realizó su evaluación operativa en la que colaboraron el Galerna, el buque auxiliar Las Palmas y un helicóptero H-500, tras la cual volvió al servicio activo.
En diciembre de 2019 la Armada anunció que no alargaría de nuevo la vida operativa del submarino, que finalizaría en junio de 2020, puesto que la «buena marcha» de la construcción de la Clase Isaac Peral permitiría tener a flote el S-81 en octubre de 2020. En febrero de 2020 se anunció que su baja quedaría prevista para junio de 2020, quedando inmovilizado el día 10 de este mismo mes, y causó baja en la Lista Oficial de Buques de la Armada el 27 de febrero de 2021.

### Buques de la clase
- Galerna (S-71)
- Siroco (S-72)
- Tramontana (S-74)

### Buques similares
- Clase Daphné

### Listas relacionadas
- Submarinos de la Armada Española